# Ottiliana Vellingk
Ottiliana Vellingk, född 12 april 1697 i Malmö, död 1766 i Stockholm, var en svensk grevinna och abbedissa.

## Biografi
Ottiliana Vellingk föddes 1697 i Malmö. Hon var dotter till kungliga rådet och presidenten, friherre och grev Otto Vellingk och abbedissan Johanna Margareta von Tiesenhausen vid Vadstena adliga jungfrustift. Vellingk blev abbedissa vid Vadstena adliga jungfrustift. Hon avled 1766 i Stockholm och begravdes 1 februari 1766 i Grevbäcks kyrka.

### Familj
Vellingk gifte sig 29 juni 1722 med riksrådet, friherre och greve Swen Lagerberg (1672–1746).